# S.H.I.E.L.D.
A S.H.I.E.L.D. egy terror-elhárító és hírszerző szervezet a Marvel Comics képregényeiben. A kitalált szervezetet Stan Lee és Jack Kirby alkotta meg. Első megjelenése a Strange Tales 135. számában volt, 1965 augusztusában. A S.H.I.E.L.D. egy betűszó, mely eredetileg a „Supreme Headquarters, International Espionage, Law-Enforcement Division” (’Legfelsőbb Parancsnokság, Nemzetközi Hírszerzés, Végrehajtó Hadosztály’) rövidítése volt. 1991-ben „Strategic Hazard Intervention, Espionage and Logistics Directorate”-re (’Stratégiai Veszélyelhárítás, Logisztikai és Hírszerzési Igazgatóság’) változott.
A 2008-as A Vasember filmtől kezdődően a cég neve a Stratégiai Honvédelmi Iroda Elhárítási és Logisztikai Divíziója rövidítését jelenti.

## Története
A S.H.I.E.L.D. alapítását a második világháború utáni időszakra tehetjük, amikor Nicholas Joseph Fury fejében megszületett egy olyan titkos ügynökség terve, amely nincs kiszolgáltatva az amerikai kormány politikájának, és globális problémák kezelésére is alkalmas. Bár először Fury terve túl merésznek bizonyult a tényleges megvalósításhoz (a legtöbb ellenérzést az váltotta ki, hogy a S.H.I.E.L.D. ügynökei minden részt vevő ország belügyeibe és titkos aktáiba betekinthettek volna), az Egyesült Nemzetek Szövetsége mégis bizalmat szavazott neki, mert felismerték, hogy nem csupán a hidegháború rémével kell a világnak szembenéznie, hanem minden korábbinál baljóslatúbb fenyegetésekkel, a szupererejű emberek korával. Az ENSZ természetesen Fury-t jelölte ki a S.H.I.E.L.D. élére, de máig meg nem erősített információk szerint Fury intézkedéseit egy tizenkét tagból álló Árnyéktanács is felülvizsgálta, amelyben a tagok kilétét a legnagyobb titok övezte. A Tizenkettek feltételezhetően azon országok vezetői közül kerültek ki, akik katonákat delegáltak az új ügynökségbe, fegyverekkel, felszereléssel és nem utolsósorban pénzzel járultak hozzá annak működéséhez. A S.H.I.E.L.D. a külvilág számára sokáig csak egy ügynökség volt a sok közül, ám hamar nyilvánvalóvá vált, hogy elsődleges feladata a szuperlényeket foglalkoztató terroristaszervezetek felderítése és a mutánsokkal kapcsolatos bejelentések kivizsgálása.
A S.H.I.E.L.D. persze nem csak ezekkel az esetekkel foglalkozott. Egy alkalommal, mikor az Egyesült Államok területén egy hatalmas betolakodó, a Godzilla pusztított, Fury létrehozott egy alcsoportot, a Godzilla Osztagot (Godzilla Squad), amely levadászta és az Atlanti-óceán mélyére terelte a szörnyeteget. Az Osztag vezetésével Fury régi harcostársát, Dum Dum Dugant bízta meg, és ekkor vetették be első ízben a Vörös Ronin (Red Ronin) névre keresztelt robotmonstrumot és a S.H.I.E.L.D. repülő főhadiszállásának elődjét, a Behemoth-ot.

## Jelentésének változásai
A S.H.I.E.L.D. jelentésének változásai:

1965 

Supreme Headquarters, International Espionage, Law-Enforcement Division

Legfelsőbb Parancsnokság, Nemzetközi Hírszerzés, Végrehajtó Hadosztály

1991

Strategic Hazard Intervention, Espionage and Logistics Directorate

Stratégiai Veszélyelhárítás, Logisztikai és Hírszerzési Igazgatóság

2008

Strategic Homeland Intervention Enforcement Logistics Division

Stratégiai Honvédelmi Iroda Elhárítási és Logisztikai Divíziója
2015
(A S.H.I.E.L.D. ügynökei S2E17 után)
Strategic Homeland Intervention Enforcement Logistics Division

Stratégiai Hírszerző Intervenciós Elhárító és Logisztikai Divíziója

## Helibázisok
Több mint 9 Helibázis építésére került sor, de ezek elpusztultak az idők során.
7 Helibázis nevet is kapott:

Luxor (prototípus)

Iliász (jelenleg használatban)

Behemoth IV (Godzilla-Squad által használt)

Hermes (állítólag elsüllyesztették, miután eltérítették a Red Skull-t)

Argus (Luxor-osztályú Helibázis)

Black Hawk (elpusztult a HYDRA elleni harcban)

Alpha

Periklész V (elsüllyesztették)

## Külső hivatkozások
- http://marvel.wikia.com/S.H.I.E.L.D._Helicarrier
- Képek
- Stark Helibázisa (kép)